# 新卡斯蒂利亚州
新卡斯蒂利亚州（西班牙語：Gobernación de Nueva Castilla），是一个隶属于西班牙帝国的州，在1528年建立，印加帝国的征服者弗朗西斯科·皮萨罗是首任总督。1533年印加帝国被征服以后，其大部分领土被并入新卡斯蒂利亚州，另一部分被并入新托莱多州。在皮萨罗死后，克里斯托瓦尔·巴卡·德·卡斯特罗接任总督一职。1542年，秘鲁总督区成立，新卡斯蒂利亚州被命令与其合并，1544年，被命令解散。解散后，贡萨洛·皮萨罗不服从命令，自封为总督。1548年，西班牙军队成功缉捕贡萨洛·皮萨罗，新卡斯蒂利亚州灭亡。